# كأس ديفيز 1987
كأس ديفيز 1987  هو الموسم 76 من  كأس ديفيز. فاز فيه منتخب السويد لكأس ديفيز.